# Pseudoenopia krausei
Pseudoenopia krausei is een keversoort uit de familie lieveheersbeestjes (Coccinellidae). De wetenschappelijke naam van de soort is voor het eerst geldig gepubliceerd in 1986 door Iablokoff-Khnzorian.